# Деймиън Дибън
Деймиън Дибън (на английски: Damian Dibben) е английски сценарист, актьор и писател на бестселъри в жанра фентъзи.

## Биография и творчество
Деймиън Дибън е роден на 23 декември 1965 г. в Лондон, Англия. Има брат. Родителите му се развеждат, а той остава да живее с майка си в Лондон. Израства с любов към приключенските романи и историята. Учи сценичен дизайн в гимназията по изкуства „Уимбълдън“ и завършва академията по драматично изкуство „Уебър Дъглас“. След дипломирането си участва в малки роли. Става известен като сценарист на различни телевизионни и сценични проекти, сред които „Фантомът на Операта“ и „Котаракът в чизми“.
Първият му роман „Бурята започва“ от историческата фентъзи поредица „Стражите на историята“ е публикуван през 2011 г. Той става бестселър и го прави известен.
Произведенията на писателя са преведени на над 25 езика и са издадени в над 40 страни по света.
Деймиън Дибън живее в Лондон. Страстен колекционер е на глобуси.

## Произведения

### Серия „Стражите на историята“ (History Keepers)
1. The Storm Begins (2011)
Бурята започва, изд.: „Егмонт България“, София (2012), прев. Александър Маринов
2. Circus Maximus (2012)
Битката за империята, изд.: „Егмонт България“, София (2013), прев. Александър Маринов
3. Night Ship To China (2014)
Нощният кораб за Китай, изд.: „Егмонт България“, София (2014), прев. Александър Маринов

### Екранизации
- ?? History Keepers (в процес на реализация)